# A-Train

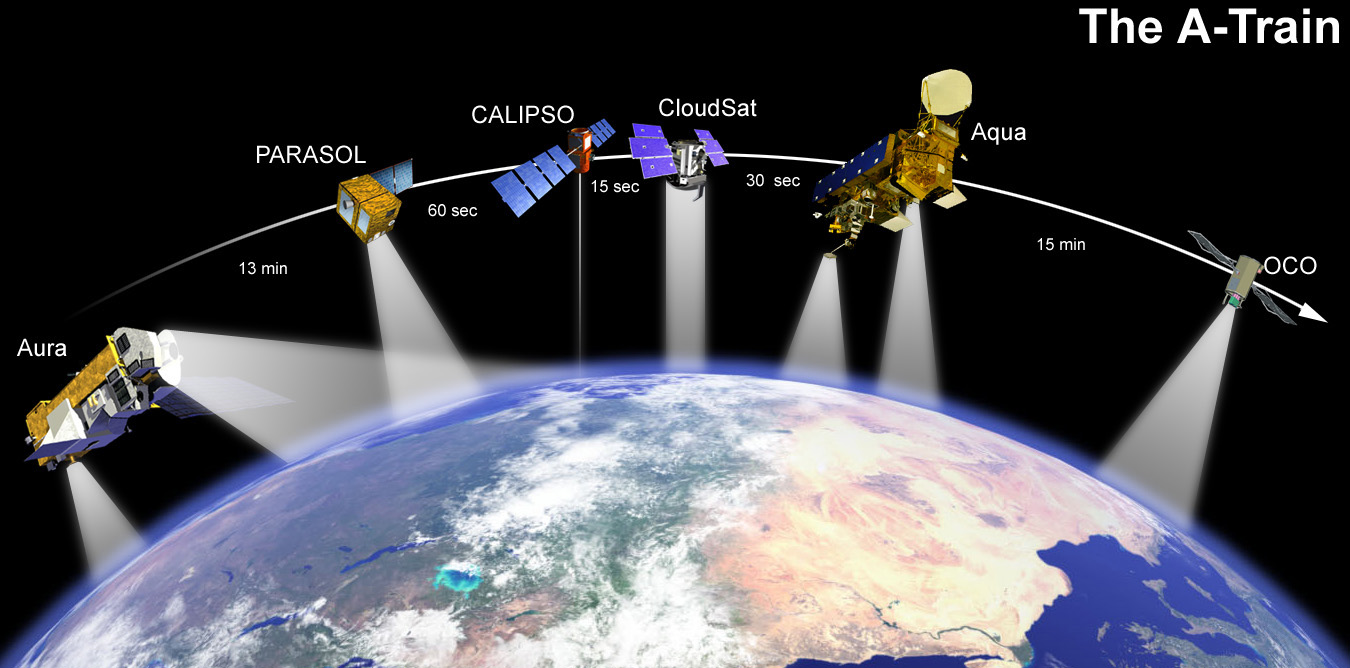
Az A-Train műholdjai

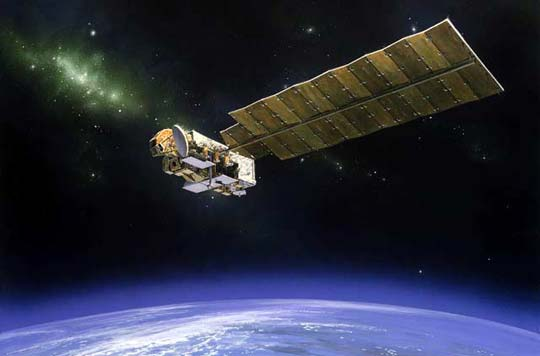
Az Aura műhold

Az A-Train (Afternoon Train) egy nemzetközi űrkutatási program, amelyben hat különféle műholddal egy időben vizsgálják a Föld légkörét. A műholdhálózat teljes kiépítése 2008-ra várható, amikor az OCO és a Glory műholdak csatlakoznak a már fent lévő többi műholdhoz. A műholdak egymást kiegészítő, egyedi méréseket végeznek, így ez lesz az első alkalom, hogy gyakorlatilag egyszerre vizsgálják a légkör számos paraméterét (aeroszolokat, felhőket, relatív páratartalmat, a napsugárzás fluxusának változását az egyes rétegekben). A hat műhold 16 naponta, egymás után 15 percen belül halad el a földfelszín ugyanazon pontja felett.
Az A-Train műholdjai: Aura (amerikai), Parasol (francia-amerikai), Calipso (francia-amerikai), CloudSat (amerikai-kanadai), Aqua (amerikai), OCO (amerikai).
Névleges pályamagasság: 705 km, inklináció: 98 fok

### Magyar oldalak
- Kettős műholdindítás a klímakutatás jegyében (2005. szeptember 3.)